# Muddebihal
Muddebihal là một thị xã của quận Bijapur thuộc bang Karnataka, Ấn Độ.

## Địa lý
Muddebihal có vị trí 16°20′B 76°08′Đ / 16,33°B 76,13°Đ Nó có độ cao trung bình là 563 mét (1847 feet).

## Nhân khẩu
Theo điều tra dân số năm 2001 của Ấn Độ, Muddebihal có dân số 28.235 người. Phái nam chiếm 51% tổng số dân và phái nữ chiếm 49%. Muddebihal có tỷ lệ 67% biết đọc biết viết, cao hơn tỷ lệ trung bình toàn quốc là 59,5%: tỷ lệ cho phái nam là 75%, và tỷ lệ cho phái nữ là 58%. Tại Muddebihal, 14% dân số nhỏ hơn 6 tuổi.